# María Elena Moyano
María Elena Moyano Delgado (Barranco, 29 de novembre de 1958-Villa El Salvador, 15 de febrer de 1992) va ser una lluitadora social, dirigent veïnal de nacionalitat peruana, coneguda popularment com a Madre Coraje.
El 15 de febrer de 1992, va ser assassinada a Lima als 33 anys, per un comando d'anihilament del grup terrorista Sendero Luminoso. En moments en què el país es trobava assetjat pel terrorisme, Moyano es va alçar contra el terror de Sendero Luminoso (PCP-SL), per la lluita contra la pobresa i per la defensa dels drets humans. María Elena Moyano també va ser una de les més actives defensores dels drets de la dona i de la població peruana en general.

## Primers anys de vida
En els primers anys de la dècada dels 70 del segle xx, durant el govern revolucionari d'inspiració socialista del general Juan Velasco Alvarado, milers d'habitants d'escassos recursos van fer una invasió de terrenys a la perifèria de Lima, al desert de Pamplona (que avui comprén el districte de San Juan de Miraflores). El llavors president va ordenar "una reubicació planificada", la que va motivar el trasllat de milers d'habitants cap al sud de Lima i la formació de la comunitat urbana autogestionària de Villa El Salvador (CUAVES). En aquesta onada humana van estar la mare i els set germans Moyano Delgado, separats ja del pare, a qui els havien desallotjat de la casa i els havien embargat els mobles per no haver pogut pagar el lloguer.
María Elena es traslladava cada dia fins al veí districte de Surco, 13 quilòmetres al nord de Villa El Salvador, on estudiava al col·legi Jorge Chávez; per arribar allí, devia aixecar-se molt d'hora i agafar un dels pocs autobusos de transport públic que aleshores transitaven a la perifèria de la capital. María Elena i la seva germana van ser escollides per formar part de l'equip de voleibol de la seva escola, per la qual cosa havia de tornar a les tardes a l'escola a fi d'entrenar amb l'equip.

## Vida universitària
María Elena va finalitzar els estudis en el Col·legi Jorge Chávez de Surco als 15 anys. Els seus germans volien que ella i la seva germana Martha estudiessin a la universitat, però, al principi, María Elena ho va refusar. Ella i una companya volien ser oficinistes i es van matricular en un curs d'extensió universitària per a tècnics administratius que oferia la Universitat de Lima. Segons María Elena, la universitat estava reservada a la seva germana, "la més estudiosa de la família". Martha es va presentar a la Universidad Nacional Mayor de San Marcos, però no va ingressar-hi.
El seu germà Carlos va insistir que fessin les proves per ingressar a la Universitat Particular Inca Garcilaso de la Vega. Les dues germanes es van presentar, però María Elena va posar com a condició a la seva mare i germà que ella mateixa escolliria la seva carrera. María Elena va decidir estudiar sociologia, contra els desitjos de la seva mare, que volia que estudiés dret.
Entre els anys 1973 i 1975, va ser presidenta del grup de joves "Renovació", el qual organitzava activitats artístiques de cant i teatre, i també xerrades i taules rodones adreçades als joves per combatre la drogoaddicció i fer front als conflictes familiars. Després d'assistir a les classes de materialisme històric i materialisme dialèctic, que aleshores s'ensenyaven en gairebé totes les universitats del país, María Elena es va qüestionar quina era la raó de l'esforç dels pobres per estudiar i aconseguir treball si es trobaven amb molts obstacles que els impedien accedir-hi.
Temps després, van aparèixer a la CUAVES un grup de joves universitaris que, amb el pretext de divulgar el seu art, es van immiscir en les activitats del grup juvenil; arribaren a crear una "escola popular" on ensenyaven els fonaments ideològics del marxisme-leninisme, la lluita de classes i la doctrina maoista. Encara que va seguir assistint, María Elena Moyano no va prendre part en aquest adoctrinament sinó que "es va aferrar a les seves conviccions religioses".

## Activisme social i polític
Els seus dots de líder i de gran dona es van manifestar en totes les seves activitats, però, principalment, en la fundació del club de mares "Micaela Bastidas", que tenia la finalitat de defensar les mares de la manipulació de les obres filantròpiques de l'Església adventista (OFASA) i d'altres organismes governamentals, en una clara postura feminista de defensa dels drets de les dones i les mares de família. Tenint en compte el seu do de gents, les seves condicions de dirigent i la seva capacitat de treball i organització, les dones de Villa El Salvador, l'any 1983, la van nomenar la seva delegada davant una convenció, on s'anava a formar la Federación Mujeres. María Elena explica que va assistir a l'acte amb el seu fill David al braç. La Sra. Erlinda Muñoz, rival política, que es coneixien des de l'ocupació del local de l'Escola 6066, no va voler admetre María Elena a l'assemblea, però les dones del grup de neteja la van designar la seva delegada. La senyora Juana Bendezú va convèncer l'Erlinda, i la van fer ingressar a l'antic cinema Madrid, en el segon sector de Villa El Salvador. En aquesta convenció va ser elegida com a sotssecretària d'organització de la Federación Popular de Mujeres de Villa El Salvador (FEPOMUVES).
L'any 1986, va ser designada presidenta de la Federació, càrrec pel qual va ser reelegida l'any 1988. Durant la seva gestió, i per la voluntat política de l'alcalde Michel Azcueta, la FEPOMUVES (llavors integrada per 105 presidentes de clubs de mares i 450 coordinadores del comité del Vaso de Leche i dels menjadors populars) va ser designada com a entitat directora del programa del Vaso de Leche (creat per la Llei 24059, de 6/3/1985).
María Elena pertanyia al vessant moderat del Partido Unificado Mariateguista (PUM). Quan aquest es va dividir, María Elena es va unir al Movimiento de Afirmación Socialista (MAS), petit partit d'esquerra cristiana, i és convidada a formar part de la seva direcció. L'any 1990, als trenta anys, deixa la presidència de la FEPOMUVES per "donar pas a la nova generació de dirigents que s'han vingut perfilant en l'últim període en què la confrontació política demandava dels dirigents populars no sols un fort compromís amb les organitzacions de base, sinó també, i bàsicament, un distanciament i condemna clara dels mètodes de terror que imposava el PCP-SL a moltes organitzacions com una forma de controlar, per la força i el terror, allò que no poden aconseguir amb arguments polítics. Amb les organitzacions de dones, el PCP-SL va tenir un gran conflicte: el caràcter democràtic i la clara distància que aquestes organitzacions han marcat amb l'ús de la violència i el terror, juntament amb la seva organització quotidiana per enfrontar les adverses circumstàncies que porta la crisi econòmica del país, són alguns dels aspectes absolutament antagònics al projecte polític senderista. Per aquestes raons és que el PCP- SL inicia una campanya d'assassinats, de terror, d'intents de separar les direccions de les bases a partir d'acusacions de traïció a la causa popular. Així, les direccions són acusades de reformistes, de col·laborar amb el govern, i pel seu 'immediatisme' en el seus esfoços i assoliments, en la millora de les condicions de vida de les seves famílies i de les seves comunitats".
El somni de María Elena Moyano va ser "en primer lloc, construir una alternativa de dones començant des del poble; una gran organització sòlida, amb totes les dones organitzades, i que siguin les dones qui es guanyin els espais dins de les instàncies, al municipi o al parlament, i des d'aquí, plantejar algunes alternatives d'esquerra, les del canvi social".

## Reconeixement popular i últims anys de vida
El 1989, va ser elegida com a tinenta d'alcaldessa de la municipalitat del districte de Villa El Salvador, com a integrant de la llista del moviment polític Izquierda Unida del Perú, que va encapçalar Michel Azcueta. Les discrepàncies amb el grup terrorista Sendero Luminoso (PCP-SL) es van accentuar arran d'uns fulls volants que va publicar aquest grup i on deia que María Elena s'havia apoderat dels diners d'unes donacions d'entitats de l'estranger. El mes de setembre de 1991, María Elena, en un comunicat públic, va desmentir categòricament tal infàmia i va increpar als maoistes molt cruament, amb aquestes paraules: "...la revolució no és mort ni imposició, ni submissió, ni fanatisme...".

## Assassinat i repercussions
El dia previ a la seva mort, el SL va convocar a un atur armat en tot el país, el qual va tenir seguiment especialment a Villa el Salvador. María Elena, al costat de diverses dones, va sortir als carrers a desafiar l'atur i les amenaces del grup d'assassinar qui estigués fora de les seves cases.
En resposta, el 15 de febrer de 1992, a l'edat de 33 anys, María Elena Moyano, quan es dirigia a una activitat del Vaso de Leche, va ser assassinada per un comando d'anihilament de SL: deixà dos nens, de 10 anys i de 8 anys; però no sols va ser assassinada; també el seu cos va ser esbocinat i esquarterat amb explosius amb la finalitat d'espantar els seus seguidors. No conformes, els senderistes van dinamitar la seva tomba als pocs dies d'haver estat sepultada. El seu espòs i fills viuen asilats a Espanya.
En una pàgina creada pels veïns de Villa El Salvador, existeix un relat de l'assassinat de María Elena Moyano.
La seva germana Martha Moyano és afiliada políticament al partit de la dinastia dels Fujimori: arribà a ser congressista del Perú.

## María Elena Moyano en la cultura popular
Apareix una imatge seva al principi del videoclip de la cançó "Disparos de silencio" de Nach.
El 1999 es va estrenar una pel·lícula biogràfica sobre María Elena Moyano, Coraje, produïda pel director peruà Alberto Durant.